# Hillsborough Castle
Hillsborough Castle ligger i Nordirland, och är ett officiellt residens för brittiska staten. Här bor Storbritanniens minister för Nordirland, samt Storbritanniens kungliga familj då de besöker regionen, samt tar emot besökare från andra länder. Det byggdes på 1700-talet av familjen Hill, markiserna av Downshire, som ägde det fram till 1922. Åren 1924-1973 bodde Nordirlands guvernör här. Denna post avskaffades dock 1973. 

### Fotnoter
1. ↑  "Hillsborough Castle and Gardens". Tourism Ireland. Läst 27 december 2009.
2. ↑  "Virtual Tour Hillsborough Castle" Arkiverad 14 januari 2010 hämtat från the Wayback Machine.. Northern Ireland Office. Läst 27 december 2009.